# Райски жерав
Райският жерав (Anthropoides paradiseus) е вид птица от семейство Жеравови (Gruidae). Видът е световно застрашен, със статут Уязвим.

## Разпространение и местообитание
Разпространен е в Намибия и Южна Африка.